# Hodenhagen
Hodenhagen è un comune di 3.157 abitanti della Bassa Sassonia, in Germania.
Appartiene al circondario dell'Heide ed è parte della comunità amministrativa (Samtgemeinde) di Ahlden.